# Peter Berling
Peter Berling (født 20. marts 1934 i Meseritz-Obrawalde i Grenzmark Posen-Westpreußen, død 21. november 2017 i Rom) var en tysk skuespiller, filmproducent og forfatter.
Som skuespiller optrådte han i et stort antal film. Han er mest kendt for sit samarbejde med den tyske instruktør Werner Herzog og skuespilleren Klaus Kinski i blandt andet film som Aguirre, den gale erobrer, Fitzcarraldo og Cobra Verde. Som filmproducer producerede han blandt andet film instrueret af Rainer Werner Fassbinder, som han også skrev en biografi om.
Som forfatter skrev han flere filmmanuskripter, ligesom han i 1990'erne udgav flere romaner, der foregår i middelalderen og bl.a. omhandler konspirationsteorien om Sions Priorat.
Han flyttede i 1969 til Rom, hvor han bosatte sig i Trastevere; her døde han i 2017.

## Filmografi (udvalg)
| - Halbe Brüder (2015) - Gangs of New York (2002) - Praxis Dr. Hasenbein (1997) - Der Salzbaron (tv-miniserie, 1994) - Sátántangó (1994) - Homo Faber (1991) - Visioni private (1989) - Den sidste fristelse (originaltitel: The last temptation of Christ, 1988) - Cobra Verde (1987) - Rosens navn (1986) - Tex og dybets herrer (1985) - Fitzcarraldo (1982) - Veronika Voss' længsel (1982) | - Maria Brauns ægteskab (1979) - Sorte og hvide i farver (1976) - Julia og mændene (1974) - Vestens værste musketerer (1973, også manus) - Revolver (1973) - Fræk weekend (1973) - Aguirre, den gale erobrer (1972) - De dræber som sjakaler (1972) - Advarsel mod en hellig luder (1971, også producer) - Kærlighed er koldere end døden (1969) - En gymnasieelev forelsker sig (1957, ukrediteret) |

### RomanserieDie Kinder des Gral
1. Die Kinder des Gral (1991), ISBN 3-404-12060-4
2. Das Blut der Könige (1993), ISBN 3-404-12368-9
3. Die Krone der Welt (1995), ISBN 3-404-12634-3
4. Der schwarze Kelch (1997), ISBN 3-404-14262-4
5. Der Kelim der Prinzessin (2005), ISBN 3-7857-2193-5

Følgende tre romaner er uafhængige, men fremstår som en forhistorie til gralscyklussen.
- Franziskus oder Das zweite Memorandum, (1990), ISBN 3-404-11956-8
- Die Ketzerin (2000), ISBN 3-404-14627-1
- Ritter zum heiligen Grab (2009), ISBN 978-3-471-79571-2

### Andre
- 1994: Die Nacht von Jesi, ISBN 3-522-71690-6
- 2002: Zodiak, Die Geschichte der Astrologie, ISBN 3-550-07536-7
- 2003: Das Kreuz der Kinder, ISBN 3-548-25850-6
- 2007: Das Paradies der Assassinen, ISBN 3-7857-2253-2
- 2011: Hazard & Lieblos, ISBN 978-3-455-40325-1
- 2014: Der Chauffeur. Europa-Verlag, Berlin, ISBN 978-3-944305-66-0